# 火石镇
火石镇，是中华人民共和国贵州省遵义市仁怀市下辖的一个乡镇级行政单位。
2015年12月8日，贵州省人民政府批复同意仁怀市部分乡镇行政区划调整，同意撤销火石岗乡，设置火石镇，撤乡设镇后行政区域和政府驻地不变。

## 行政区划
火石镇下辖以下地区：
富兴村、团山村、合心村、蔡家湾村、明光村和荣华村。